# Associazione Calcio Femminile Firenze 2012-2013
Questa voce raccoglie le informazioni riguardanti l'Associazione Calcio Femminile Firenze Associazione Sportiva Dilettantistica nelle competizioni ufficiali della stagione 2012-2013.

## Stagione
Il Firenze si presenta all'inizio della stagione 2012-2013 con un organico sostanzialmente immutato integrato da alcune giocatrici provenienti dalla formazione laureatasi campione d'Italia al termine del Campionato Primavera 2012-2013, con la squadra affidata alla guida del tecnico Sauro Fattori, che rileva Mario Nicoli, e con Giulia Orlandi a indossare in campo la fascia di capitano.
Ha preso il via della stagione 2012-2013 disputando la Coppa Italia fin dal primo turno, con l'incontro del 2 settembre 2012 dove supera per 4-1 fuori casa le avversarie della Scalese, per poi superare nuovamente il turno vincendo la partita casalinga per 3-1 con la L.F. Jesina una settimana più tardi, entrambe formazioni che disputano il campionato di Serie A2. Il suo percorso in Coppa viene fermato dalla Res Roma, anch'essa iscritta al campionato di Serie A, che nell'incontro del 12 dicembre a Villanova di Guidonia vince per 2-0 eliminandola dalla competizione.
Ha disputato il campionato di Serie A, massima serie del campionato italiano femminile di calcio, concludendo al l'ottavo posto con 41 punti conquistati in 30 giornate, frutto di 11 vittorie, 8 pareggi e 11 sconfitte, e conquistando così la salvezza.

## Divise e sponsor
La divisa casalinga continua a mantenere uno schema simile a quello della Fiorentina maschile, con tenuta casalinga interamente viola e seconda tenuta bianca con inserti laterali viola sulla maglia all'altezza del costato. Lo sponsor principale è Primadonna Collection, azienda attiva nel settore calzaturiero con sede a Bitonto.
| Casa | Trasferta |

## Staff tecnico
- Luciano Bagni - Direttore sportivo
- Sauro Fattori - Allenatore
- Patrizio Cerelli - Preparatore portieri
- Andrea Fattori - Preparatore atletico
- Emilio Barbini - Massaggiatore
- Franco Volpi - Accompagnatore 1ª squadra
- Milo Oculisti - Accompagnatore 1ª squadra

## Rosa
| N. |                   | Ruolo | Calciatrice      |
| -- | ----------------- | ----- | ---------------- |
|    | Italia (bandiera) | P     | Rebecca Benucci  |
|    | Italia (bandiera) | P     | Irene Falorni    |
|    | Italia (bandiera) | P     | Ilaria Leoni     |
|    | Italia (bandiera) | D     | Eleonora Benucci |
|    | Italia (bandiera) | D     | Elena Bruno      |
|    | Italia (bandiera) | D     | Micol Corsiani   |
|    | Italia (bandiera) | D     | Carolina Cosi    |
|    | Italia (bandiera) | D     | Costanza Esperti |
|    | Italia (bandiera) | D     | Elena Linari     |
|    | Italia (bandiera) | C     | Greta Adami      |
|    | Italia (bandiera) | C     | Eleonora Binazzi |
|    | Italia (bandiera) | C     | Norma Cinotti    |
|    | Italia (bandiera) | C     | Arianna Ferrati  |

| N. |                   | Ruolo | Calciatrice               |
| -- | ----------------- | ----- | ------------------------- |
|    | Italia (bandiera) | C     | Greta Grilli              |
|    | Italia (bandiera) | C     | Alia Guagni               |
|    | Italia (bandiera) | C     | Lara Magni                |
|    | Italia (bandiera) | C     | Giulia Orlandi (capitano) |
|    | Italia (bandiera) | C     | Simona Parrini            |
|    | Italia (bandiera) | C     | Sofia Peruzzi             |
|    | Italia (bandiera) | C     | Deborah Salvatori Rinaldi |
|    | Italia (bandiera) | C     | Elisabet Spina            |
|    | Italia (bandiera) | C     | Laura Teci                |
|    | Italia (bandiera) | C     | Marta Varriale            |
|    | Italia (bandiera) | A     | Ilaria Borghesi           |
|    | Italia (bandiera) | A     | Martina Fusini            |
|    | Italia (bandiera) | A     | Costanza Razzolini        |

## Calciomercato

### Sessione estiva
| Acquisti | Acquisti     | Acquisti | Acquisti   |
| R.       | Nome         | da       | Modalità   |
| -------- | ------------ | -------- | ---------- |
| C        | Greta Grilli | Scalese  | svincolata |

| Cessioni | Cessioni         | Cessioni     | Cessioni   |
| R.       | Nome             | a            | Modalità   |
| -------- | ---------------- | ------------ | ---------- |
| C        | Silvia Baldi     | Fiamma Monza | svincolata |
| C        | Michela Marcucci | Spezia       | svincolata |

## Risultati

### Serie A

#### Girone d'andata
| Arbitro: | Alessandro Maugeri (Acireale) |

|                        |           |                                           |
| De Luca 26’ Ramera 67’ | Marcatori | 3’ Salvatori Rinaldi 14’ Adami 43’ Guagni |

| Arbitro: | Giovanni Caldi (Carrara) |

|  |           |            |
|  | Marcatori | 7’ Tudisco |

| Arbitro: | Davide Meocci (Siena) |

|                            |           |                                          |
| Adami 37’, 67’ Orlandi 50’ | Marcatori | 21’, 52’ Sodini 45’ Caccamo 70’ Petralia |

| San Sisto, Perugia 13 ottobre 2012, ore 15:00 CEST 4ª giornata | Grifo Perugia                   | 0 – 0 referto | Firenze | Stadio Comunale\| Arbitro: \| Matteo Cesarini (Civitavecchia) \| |
| Arbitro:                                                       | Matteo Cesarini (Civitavecchia) |               |         |                                                                  |

| Arbitro: | Marco Lancia (Foligno) |

|           |           |  |
| Guagni 5’ | Marcatori |  |

| Arbitro: | Marco Mezzarobba (Conegliano) |

|                                                    |           |                       |
| Zandomenichi 8’ Brumana 47’, 48’ Parisi 55’ (rig.) | Marcatori | 65’ Salvatori Rinaldi |

| Arbitro: | Jacopo Mosconi (Perugia) |

|                                  |           |  |
| Adami 25’ Guagni 49’ Orlandi 80’ | Marcatori |  |

| Grandate 10 novembre 2012, ore 14:30 CET 8ª giornata | Como 2000               | 0 – 0 referto | Firenze | Campo Comunale S. Pos\| Arbitro: \| David Capelli (Bergamo) \| |
| Arbitro:                                             | David Capelli (Bergamo) |               |         |                                                                |

| Arbitro: | Simone Degli Esposti (Bologna) |

|             |           |                        |
| Orlandi 45’ | Marcatori | 40’ Caramia 93’ Pirone |

| Arbitro: | Mohamed El Hadi (Rovereto) |

|             |           |  |
| Tarenzi 91’ | Marcatori |  |

| Arbitro: | Federico Pragliola (Terni) |

|              |           |                                     |
| Corsiani 67’ | Marcatori | 13’ Bartoli 49’ Panico 83’ Iannella |

| Arbitro: | Davide Moro (Schio) |

|          |           |                        |
| Piai 44’ | Marcatori | 80’ Orlandi 90’ Guagni |

| Firenze 15 dicembre 2012, ore 15:00 CET 13ª giornata | Firenze                     | 0 – 0 referto | Chiasiellis | Centro sp. San Marcellino\| Arbitro: \| Alessandro Rosami (Carrara) \| |
| Arbitro:                                             | Alessandro Rosami (Carrara) |               |             |                                                                        |

| Arbitro: | Marco Ceccon (Lovere) |

|  |           |                                  |
|  | Marcatori | 3’ Orlandi 43’ Salvatori Rinaldi |

| Arbitro: | Enrico Leo (Roma 2) |

|  |           |                                          |
|  | Marcatori | 12’, 90’ Sabatino 25’, 56’, 61’ Bonansea |

#### Girone di ritorno
| Arbitro: | Valentina Finzi (Foligno) |

|                  |           |  |
| Ferrati 57’, 80’ | Marcatori |  |

| Arbitro: | Enrico Olmo Spolaore (Torino) |

|  |           |                                   |
|  | Marcatori | 15’, 85’, 87’ Guagni 92’ Corsiani |

| Milano Marittima, Cervia 26 gennaio 2013, ore 14:30 CET 18ª giornata | Riviera di Romagna      | 0 – 0 referto | Firenze | Stadio Germano Todoli\| Arbitro: \| Cristian Cudini (Fermo) \| |
| Arbitro:                                                             | Cristian Cudini (Fermo) |               |         |                                                                |

| Arbitro: | Riccardo Pelagatti (Livorno) |

|                                  |           |  |
| Salvatori Rinaldi 35’ Guagni 86’ | Marcatori |  |

| Arbitro: | Federico Di Giovanni (Brescia) |

|                    |           |                                                  |
| Girelli 16’ (rig.) | Marcatori | 2’, 52’ (rig.) Guagni 23’, 44’ Salvatori Rinaldi |

| Arbitro: | Francesco Luciani (Roma 1) |

|             |           |                                                                         |
| Ferrati 80’ | Marcatori | 15’ Parisi 57’ (aut.) Binazzi 61’ (aut.) Fusini 71’ Brumana 72’ Zuliani |

| Arbitro: | Marco Lancia (Foligno) |

|  |           |                                 |
|  | Marcatori | 16’, 54’ Linari 44’, 67’ Guagni |

| Arbitro: | Niccolò Zizza (Finale Emilia) |

|            |           |              |
| Fusini 45’ | Marcatori | 4’ Carminati |

| Arbitro: | Antonio Severino (Campobasso) |

|                           |           |  |
| Giacinti 72’ Giuliano 76’ | Marcatori |  |

| Arbitro: | Antonio Borriello (Torre del Greco) |

|  |           |             |
|  | Marcatori | 39’ Bianchi |

| Arbitro: | Alessandro Ledda (Cagliari) |

|                                                      |           |  |
| Panico 12’ Iannella 15’ Manieri 51’ Domenichetti 66’ | Marcatori |  |

| Arbitro: | Giordano Carrara (Lucca) |

|                |           |                    |
| Guagni 4’, 58’ | Marcatori | 87’, 93’ Cavallini |

| Arbitro: | Riccardo Turchet (Pordenone) |

|                    |           |                        |
| Del Prete 52’, 54’ | Marcatori | 24’ Cinotti 30’ Guagni |

| Arbitro: | Eduart Pashuku (Albano Laziale) |

|                                    |           |                  |
| 32’ Parrini 58’ (rig.), 82’ Guagni | Marcatori | 20’, 52’ Peretti |

| Arbitro: | Luca Pedretti (Lovere) |

|              |           |                   |
| Sabatino 46’ | Marcatori | 39’ (rig.) Guagni |

### Coppa Italia

#### Primo turno
| Arbitro: | Michele Cinque (Pistoia) |

|                     |           |                                                          |
| Cavicchi 52’ (rig.) | Marcatori | 7’ Adami 42’, 73’ Salvatori Rinaldi 53’ (aut.) I. Spagna |

#### Secondo turno
| Arbitro: | Guglielmo Tubertini (Bologna) |

|                                               |           |             |
| Salvatori Rinaldi 28’ Parrini 60’ Orlandi 62’ | Marcatori | 21’ Capponi |

#### Ottavi di finale
| Arbitro: | Paolo Battistelli (L'Aquila) |

|                                |           |  |
| Nagni 72’ (rig.) Pittaccio 74’ | Marcatori |  |

## Statistiche

### Statistiche di squadra
| Competizione | Punti | In casa | In casa | In casa | In casa | In casa | In casa | In trasferta | In trasferta | In trasferta | In trasferta | In trasferta | In trasferta | Totale | Totale | Totale | Totale | Totale | Totale | DR |
| Competizione | Punti | G       | V       | N       | P       | Gf      | Gs      | G            | V            | N            | P            | Gf           | Gs           | G      | V      | N      | P      | Gf     | Gs     | DR |
| ------------ | ----- | ------- | ------- | ------- | ------- | ------- | ------- | ------------ | ------------ | ------------ | ------------ | ------------ | ------------ | ------ | ------ | ------ | ------ | ------ | ------ | -- |
| Serie A      | 41    | 15      | 5       | 3       | 7       | 20      | 26      | 15           | 6            | 5            | 4            | 23           | 18           | 30     | 11     | 8      | 11     | 43     | 44     | -1 |
| Coppa Italia | -     | 1       | 1       | 0       | 0       | 3       | 1       | 2            | 1            | 0            | 1            | 4            | 3            | 3      | 2      | 0      | 1      | 7      | 4      | +3 |
| Totale       | -     | 16      |         |         |         |         |         | 17           |              |              |              |              |              | 33     | 13     | 8      | 12     | 50     | 48     | +2 |

### Statistiche delle giocatrici
| Giocatore            | Serie A  | Serie A | Serie A     | Serie A    | Coppa Italia | Coppa Italia | Coppa Italia | Coppa Italia | Totale   | Totale | Totale      | Totale     |
| Giocatore            | Presenze | Reti    | Ammonizioni | Espulsioni | Presenze     | Reti         | Ammonizioni  | Espulsioni   | Presenze | Reti   | Ammonizioni | Espulsioni |
| -------------------- | -------- | ------- | ----------- | ---------- | ------------ | ------------ | ------------ | ------------ | -------- | ------ | ----------- | ---------- |
| G. Adami             | 11       | 4       | 2           | 0          | 2            | 1            | 0            | 0            | 13       | 5      | 2           | 0          |
| E. Benucci           | 29       | 0       | 5           | 0          | 2            | 0            | 0            | 0            | 31       | 0      | 5           | 0          |
| R. Benucci           | 0        | 0       | 0           | 0          | -            | -            | -            | -            | 0        | 0      | 0           | 0          |
| E. Binazzi           | 28       | 0       | 6           | 0          | 1            | 0            | 0            | 0            | 29       | 0      | 6           | 0          |
| I. Borghesi          | 16       | 0       | 1           | 0          | 2            | 0            | 0            | 0            | 18       | 0      | 1           | 0          |
| E. Bruno             | 10       | 0       | 1           | 0          | 2            | 0            | 0            | 0            | 12       | 0      | 1           | 0          |
| N. Cinotti           | 6        | 1       | 2           | 0          | 1            | 0            | 0            | 0            | 7        | 1      | 2           | 0          |
| M. Corsiani          | 27       | 2       | 0           | 0          | 1            | 0            | 0            | 0            | 28       | 2      | 0           | 0          |
| C. Cosi              | 1        | 0       | 0           | 0          | 0            | 0            | 0            | 0            | 1        | 0      | 0           | 0          |
| C. Esperti           | 17       | 0       | 2           | 0          | 3            | 0            | 0            | 0            | 20       | 0      | 2           | 0          |
| I. Falorni           | 0        | 0       | 0           | 0          | 0            | 0            | 0            | 0            | 0        | 0      | 0           | 0          |
| A. Ferrati           | 28       | 3       | 1           | 0          | 3            | 0            | 0            | 0            | 31       | 3      | 1           | 0          |
| M. Fusini            | 18       | 1       | 0           | 0          | 2            | 0            | 0            | 0            | 20       | 1      | 0           | 0          |
| G. Grilli            | 1        | 0       | 0           | 0          | 1            | 0            | 0            | 0            | 2        | 0      | 0           | 0          |
| A. Guagni            | 27       | 18      | 1           | 0          | 1            | 0            | 0            | 0            | 28       | 18     | 1           | 0          |
| I. Leoni             | 29       | -42     | 1           | 1          | 3            | -4           | 0            | 0            | 32       | -46    | 1           | 1          |
| E. Linari            | 28       | 2       | 3           | 0          | 2            | 0            | 0            | 0            | 30       | 2      | 3           | 0          |
| L. Magni             | 16       | 0       | 0           | 0          | 2            | 0            | 0            | 0            | 18       | 0      | 0           | 0          |
| G. Orlandi           | 28       | 5       | 4           | 1          | 3            | 1            | 0            | 0            | 31       | 6      | 4           | 1          |
| S. Parrini           | 26       | 1       | 4           | 0          | 3            | 1            | 0            | 0            | 29       | 2      | 4           | 0          |
| S. Peruzzi           | 6        | 0       | 0           | 0          | 1            | 0            | 0            | 0            | 7        | 0      | 0           | 0          |
| C. Razzolini         | 10       | 0       | 0           | 0          | 1            | 0            | 0            | 0            | 11       | 0      | 0           | 0          |
| D. Salvatori Rinaldi | 22       | 6       | 2           | 1          | 3            | 2            | 0            | 0            | 25       | 8      | 2           | 1          |
| E. Spina             | -        | -       | -           | -          | -            | -            | -            | -            | -        | -      | -           | -          |
| L. Teci              | 4        | 0       | 0           | 0          | 3            | 0            | 0            | 0            | 7        | 0      | 0           | 0          |
| M. Varriale          | 2        | 0       | 0           | 0          | -            | -            | -            | -            | 2        | 0      | 0           | 0          |